# Gustavo Alejandro Montini
Gustavo Alejandro Montini (* 27. července 1970, Raquel) je argentinský římskokatolický kněz a biskup Santo Tomé.

## Život
Narodil se 27. července 1970 v Raquelu. Po církevních studiích v semináři Panny Marie z Loreta v Córdobě získal na Katolické papežské univerzitě v Argentině titul profesora filosofie a církevních věd a bakaláře z teologie. Na kněze byl vysvěcen 15. března 1996. Po vysvěcení působil v mnohých farních službách a také jako profesor školy pastoračních agentů, diecézním asesor, regionální delegát Národní komise pro pastoraci mladých, vicepředseda diecézní Caritas, biskupský delegát pro zasvěcené panny, duchovní ředitel semináře v Paraná, vicekancléř, moderátor kurie. Roku 2008 se stal generálním vikářem diecéze Rafaela.
Na Papežské teologické fakultě Teresianum v Římě získal licenciát z duchovní teologie.
Dne 14. února 2014 jej papež František jmenoval pomocným biskupem San Roque de Presidencia Roque Sáenz Peña a titulárním biskupem z Tisedi. Biskupské svěcení přijal 1. května 2014 z rukou arcibiskupa Carlose María Franziniho a spolusvětiteli byli biskup Hugo Nicolás Barbaro a Luis Alberto Fernández Alara.
Dne 16. prosince 2016 jej papež František jmenoval diecézním biskupem v Santo Tomé.